# Sphyrapicus nuchalis
El chupasavia nuquirrojo (Sphyrapicus nuchalis) es una especie de ave piciforme de la familia Picidae que habita en el oeste de Norteamérica.

## Taxonomía

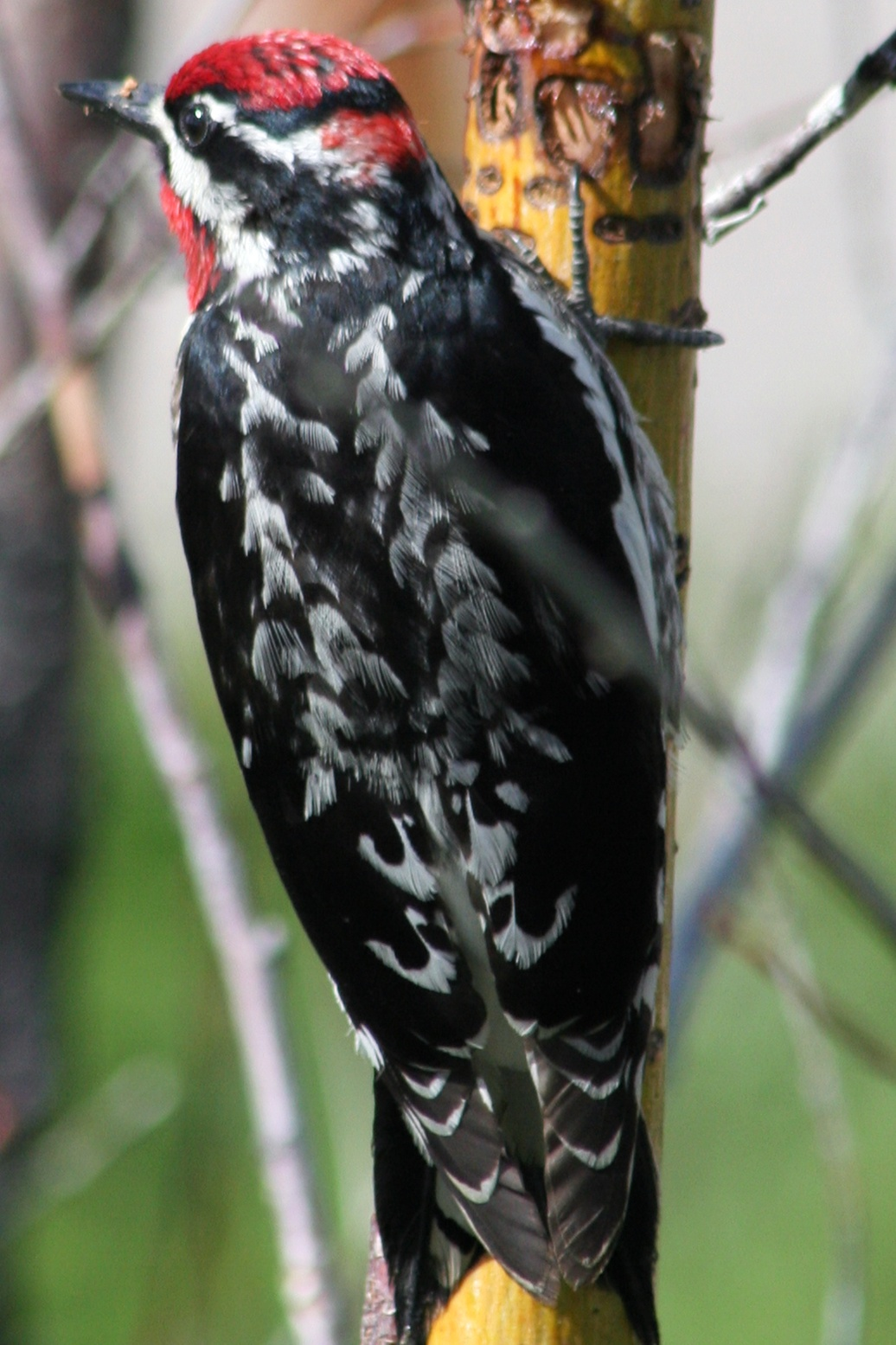
Es fácil de diferenciar por la mancha roja de nuca.

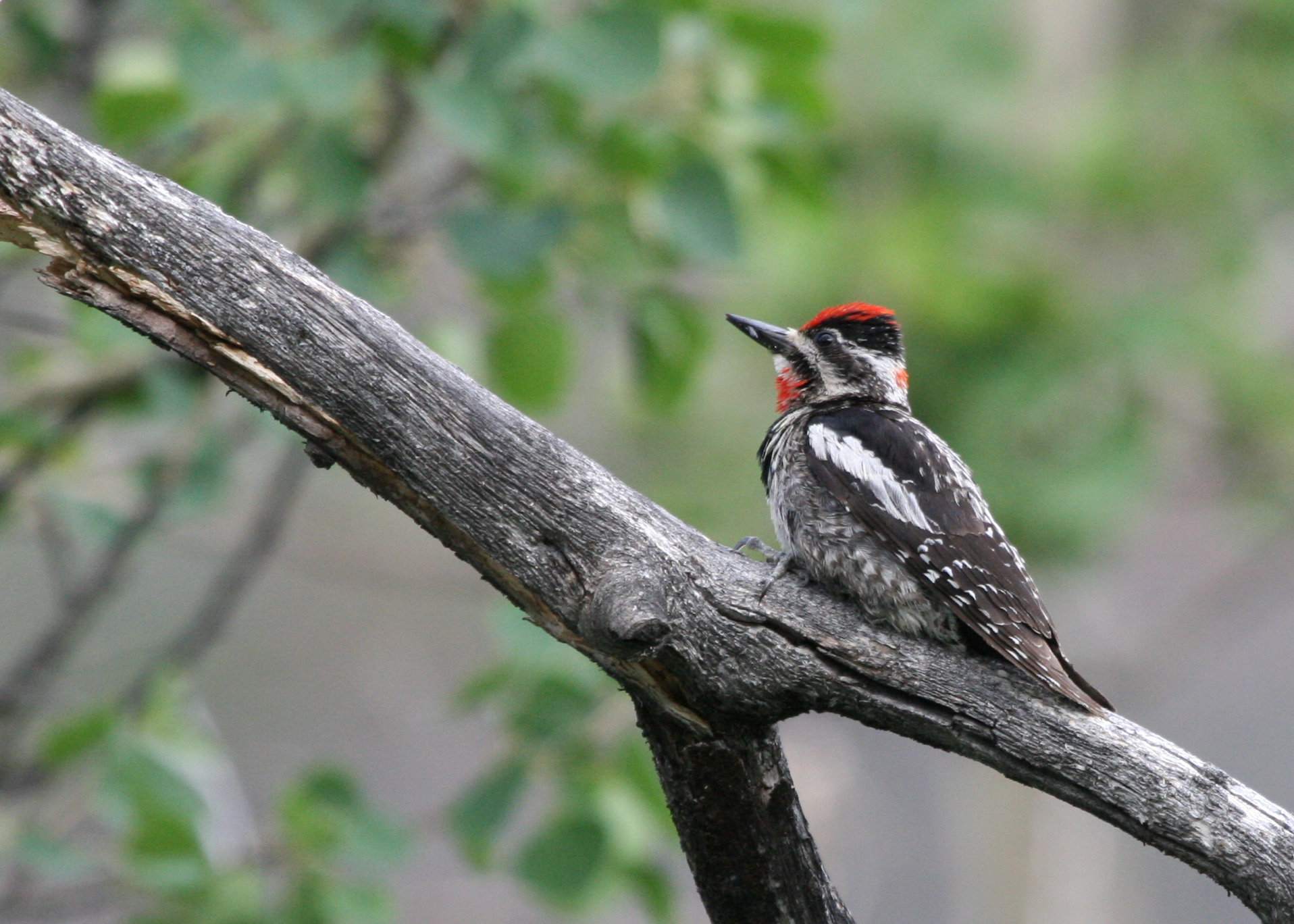
Hembra en una rama.

El chupasavia nuquirrojo es una de las cuatro especies del género Sphyrapicus. No tiene subespecies. Fue descrito científicamente por Spencer Fullerton Baird en 1858, en principio como una subespecies del chupasavia norteño. Sin embargo, existen diferencias genéticas significativas entre ambos, y la American Ornithologists' Union lo reconoció como especie separada en la séptima edición de su lista de control de aves norteamericanas, publicada en 1998. Los estudios genéticos muestran que el chupasavia nuquirrojo es una especie hermana muy cercana al chupasavia pechirrojo, y las dos forman una superespecie junto al chupasavia norteño. Se sabe que los tres hibridan entre sí, siendo los híbridos entre los chupasavias nuquirrojo y pequirrojo particularmente frecuentes.
El nombre del género Sphyrapicus es la combinación de las palabras griegas sphura, que significa «martillo» y pikos, que significa «pájaro carpintero». El nombre específico nuchalis es el término latino que significa «de la nuca». Su nombre común, "nuquirrojo" hace referencia a la mancha roja en la parte posterior de la cabeza del ave, mientras que su nombre común chupasavia se refiere a su característico método de alimentarse.

## Descripción
El chupasavia nuquirrojo es un pájaro carpintero de tamaño medio, que mide entre 19 y 21 cm de largo y pesa entre 32 y 66 cm. Los adultos tienen la cabeza listada en blanco y negro, con la frente, píleo y garganta rojos y una mancha roja sobre el fondo blanquecino de su nuca. Sus partes superiores son de color negro con listado blanco difuso, mientras que sus partes inferiores son blancas con cierto veteado negro, y tonos amarillos en el pecho y parte superior del vientre. Su obispillo es blanco. La barbilla de las hembras es blanca, mientras que la de los machos es roja como el resto de la garganta.

## Distribución y hábitat
Su hábitat reproductivo son los bosques mixtos de las Montañas Rocosas y la zona de la Gran Cuenca del oeste de Norteamérica. Los chupasavias nuquirrojos migran al sur (México y el suroeste de EE. UU.) dejando las regiones norteñas y las altitudes más elevadas. Anida en cavidades en los árboles muertos. Otras especies que anidan en cavidades de árboles rehúsan las utilizadas anteriormente por estas aves. 
Para proporcionar hábitat y alimentación a los pájaros carpinteros, entre los objetivos de la gestión forestal de las tierras públicas se incluyen la conservación de ciertos árboles vivos y muertos. Numerosos estudios han demostrado los pájaros carpinteros anidan fácilmente en zonas taladas, siempre y cuando se dejen algunos árboles en pie. Los cambios que produce la tala drástica en el hábitat forestal actúan en detrimento de la calidad de los sitios para anidar del chupasavia nuquirrojo.

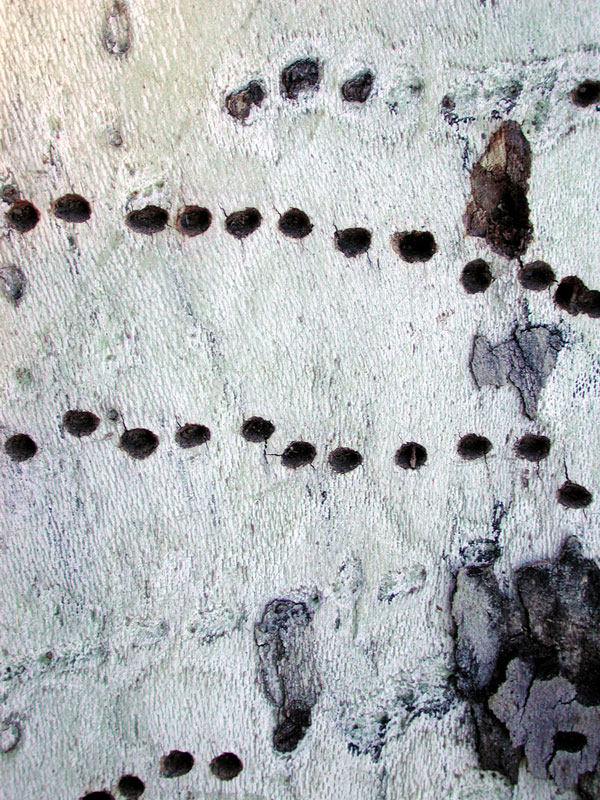
Perforaciones realizadas por un chupasavia nuquirrojo en un Platanus wrightii de Arizona.

## Comportamiento

### Alimentación
Como indica su nombre, el chupasavia nuchirrojo perfora los troncos de los árboles para consumir su savia y extraer insectos de ellos. Además a veces captura insectos al vuelo, y también come semillas y frutos.

### Reproducción
El chupasavia nuquirrojo generalmente pone entre 3–7 huevos blancos. Sus polluelos son altriciales, nacen desnudos y desvalidos. Incuban los huevos durante 12–13 días y tras la eclosión los polluelos tardan 25–29 en desarrollarse para poder dejar el nido.
Suelen preferir para anidar los troncos de los abedules, alerces occidentales álamos temblones. Generalmente el primer agujero perforado por los chupasavias nuquirrojos en os troncos está relativamente cerca del suelo y en los años sucesivos va ascendiendo progresivamente en sus perforaciones. La mayoría de los nidos están en árboles vivos (68%) y el 75% tiene la copa rota.